# Josias Ier de Waldeck-Eisenberg
Josias Ier comte de Waldeck (18 mars 1554 au château d'Eisenberg à Korbach – 6 août 1588 au même lieu), était comte de Waldeck-Eisenberg.

## Biographie
Il était fils du comte Wolrad II de Waldeck-Eisenberg (1509-1578) et sa femme Anastasia Günthera de Schwarzbourg-Blankenbourg (1526-1570).
Il est décédé le 6 août 1588, et a été enterré le 9 août à Korbach.

### Mariage et descendance
Le 8 mars 1582, il épouse Marie de Barby-Mühlingen (8 avril 1563 – 29 décembre 1619), la fille du comte Albert X de Barby-Mühlingen et de son épouse Marie d'Anhalt-Zerbst. Ils ont eu quatre enfants :
- Marguerite Anastasia (1584) ;
- Christian (25 décembre 1585 – 31 décembre 1637), marié en 1604 à Élisabeth de Nassau-Siegen (8 novembre 1584 à Dillenburg – 26 juillet 1661 à Landau, qui fait maintenant partie de Bad Arolsen) ;
- Juliana (11 avril 1587 – 28 février 1622) ; mariée en 1606 avec le comte Louis Ier d'Erbach-Erbach (1579-1643) ;
- Wolrad IV de Waldeck (7 juillet 1588 – 6 octobre 1640); marié en 1607 à Anne de Bade-Durlach (1587-1649). En 1625, il a hérité du comté de Pyrmont.